# 일본 SF
일본 과학소설은 애니메이션, 만화, 비디오 게임, 특촬물, 영화를 비롯한 일본 대중 문화 전반에 강한 영향을 미치는 일본 문학의 중요한 서브장르다.

## 역사

### 기원
일본의 기술과 신화의 역사가 SF가 출현하는데 역할을 했다. 초창기 일본 문학 일부는 프로토 SF적인 요소를 지니고 있다. 일본의 전래동화인 "우라시마 타로"는 원미래 시간 여행과 관련있으며, 《일본기》(720)에 처음 기록됐다. 이것은 한국의 고대 설화인 선유후부가설화(仙遊朽斧柯說話; "신선놀음에 도끼자루 썩는 줄 몰랐다"는 이야기)와도 비슷한 면이 있는 이야기다. 10세기의 《'다케토리 이야기》 역시 일종의 프로토 SF로 여겨진다. 이야기의 주인공은 하늘에서 벌어진 전쟁을 피해 달에서 지구로 내려온 카구야 공주이며, 일본의 대나무 장수가 발견해 키운다. 그녀는 나중에 외계의 진짜 가족이 데려가게 된다. 수록된 그림엔 비행 접시와 비슷하게 생긴 둥그런 비행 기계가 묘사되어 있다. 그러나 표준적인 의미의 SF는 메이지 시대가 시작되고 서양의 사상이 수입되고 나서야 나타났다.
가장 첫 번째로 번역되어 영향을 미친 것은 쥘 베른의 소설이다. 《80일간의 세계 일주》 번역본은 1878~1880년 사이 출간됐고, 뒤이어 출간된 그의 다른 작품들과 함께 엄청난 인기를 얻었다.
"科学小説(과학소설)"은 영어 "scientific novel"의 번역어로 1886년에 만들어졌다.
두 차례의 세계 대전 사이에, 일본 SF는 미국 SF의 영향을 많이 받았다. 메이지 유신 시절부터 1940년대까지 국력이 해외로 꾸준히 신장되면서 제국주의 담론과 팽창 이데올로기를 첨단무기를 동원한 가상 전쟁소설과 접목시키려는 시도가 유행했다. 그 대표적인 작가로 일본 SF의 시조로 여겨지는 오시카와 슌로가 있다. 1895년 출간된 그의 데뷔작 《해도모험기담 해저군함》(海島冒険奇譚 海底軍艦)은 잠수함을 묘사했고 곧 일어날 러일 전쟁을 예측했다. 오시카와 슌로를 뒤이어 나타난 유명한 작가로는 종종 "일본 SF소설의 아버지"라 불리는 우노 주자가 있다. 그의 《태평양 뇌격 전대》(太平洋雷撃戦隊; 1933년)는 일본의 잠수함 함대가 하와이 동쪽 2천km 바다에서 하와이로 오는 유럽의 무역선단을 격파하는 이야기다. 이 둘 모두 군사모험 과학소설로서, 이후로도 제국주의와 군국주의를 표방하는 정부방침에 적극 동조한 인기 작가들이 일본군과 지도층의 활약상에 초점을 맞추었다.
이 시기와 그 이전의 소설들은 대체로 낮은 평가를 받는다. 제2차 세계 대전이 일어나기 전, 일본인들은 대부분 SF를 수준 낮은 문학으로 생각했고, 어린이들을 위한 하찮은 문학으로 여겼다.

### 제2차 세계 대전 이후

《하야카와 S-F 매거진》 1968년 12월호

1945년, 히로시마와 나가사키의 원자 폭탄 투하는 일본에 문화적/사상적인 단절을 일으켰다. 이 시기 일본 SF 역시 뚜렷하게 묵시론적인 세계관을 보였고, 그 영향은 이후에도 계속됐다.
1946년 데뷔한 만화가 테즈카 오사무는 후대의 SF작가들에게 큰 영향을 미쳤다. 《로스트월드》(1948), 《메트로폴리스》(1949), 《넥스트월드》(1951)는 데즈카의 초기 SF 3부작으로 잘 알려졌다.
아방가르드 작가 아베 코보는 SF 장르에 걸친 작품을 썼고, 후기에 가서는 SF작가들과 가깝게 지냈다. 그의 《제4간빙기》(1958~1959)는 일본에서 출간된 최초의 장편 SF소설로 여겨진다.
현대 일본 SF는 미국의 점령군이 제2차 세계 대전 이후 일본에 가지고 온 페이퍼백 책들에 영향 받았다. 일본 최초의 SF 잡지 《성운》은 1954년 창간됐지만, 창간호 이후로 지속되지 못했다. 《성운》 이후 몇몇 잡지들이 간간이 출간됐으나 큰 성공을 거두진 못했다.
일본 SF는 1960년대 초반 인기를 끌었다. SF잡지 《하야카와 S-F 매거진》(S-Fマガジン; 1959년 창간)과 SF동인지 《우주진》(宇宙塵; 1957~2013)이 모두 이 시기에 창간됐다. 최초의 일본 SF 컨벤션이 1962년에 열렸다. 1963년, 일본 SF&판타지 작가 클럽(SFWJ)이 총 11명의 구성원으로 발족됐다.
코마츠 사쿄, 츠츠이 야스타카, 한무라 료, 미츠세 류, 히라이 카즈마사, 토요타 아리츠네를 비롯한 유명 작가들이 하야카와 SF 컨테스트로 데뷔했다. 마유무라 타쿠, 호시 신이치, 쿄도마리 아란과 같은 작가들 또한 저서를 출판했다. 서양의 영향을 받았지만, 이들의 작품은 일본적인 특성을 가졌다. 예컨대 히라이 카즈마사, 토요타 아리츠네, 시바노 타쿠미는 소설과 함께 SF 애니메이션과 SF 만화의 스토리를 맡았고, 이는 SF 장르에 일본이 기여한 가장 눈에 띄는 예시 중 하나이다.
야노 테츠, 노다 마사히로, 아사쿠라 히사시, 이토 노리오 같은 뛰어난 번역자들의 기여로 영어권 SF가 일본 독자들에게 소개됐고, 이것이 SF에 대한 여론에 지대한 영향을 끼쳤다. 《SF 매거진》의 첫 번째 편집장 후쿠시마 마사미는 동시에 뛰어난 소설가이자 번역자였다.
영상 미디어 장르에서, 토호 스튜디오는 1954년 고지라의 성공 이후 괴수 영화를 양산했다. 토호에서 특촬 기술을 담당한 츠부라야 에이지는 자신의 스튜디오를 차려 1966년 울트라맨을 제작했다. 데즈카의 만화 《철완 아톰》(1952~1968)은 1963년 일본 최초의 TV 애니메이션 시리즈로 만들어졌다.

### 침투와 확산
1970년 세계 박람회를 기점으로 SF에 대한 대중적 관심이 급상승했다. 코마츠의 《일본 침몰》(1973)은 베스트셀러가 됐다. SF 설정의 애니메이션 《우주전함 야마토》가 방영됐고, 1970년대 후반 《스타 워즈》가 극장에 걸렸다. 일본 SF 장르의 이러한 변화는 "침투와 확산(浸透と拡散)"으로 일컬어진다.
이 시기에, 한무라의 전기(伝奇) SF 시리즈와 히라이의 《울프 가이》 시리즈는 키쿠치 히데유키, 유메마쿠라 바쿠, 타카치호 하루카의 작품을 거쳐 라이트 노벨의 프로토타입이 되었다. 또한 《기상천외(奇想天外)》, 《SF 어드벤쳐(SFアドベンチャー)》, 《SF 보석(SF宝石)》 같은 새 SF 잡지들이 창간됐다. 《S-F 매거진》이나 다른 새 잡지를 통해 다음과 같은 유명 작가들이 데뷔했다: 호리 아키라, 요코타 준야, 타나카 코지, 야마다 마사키, 칸베 무사시, 노아 아즈사, 칸바야시 쵸헤이, 타니 코슈, 오하라 마리코, 히우라 코, 쿠사카미 히토시, 아라이 모토코, 유메마쿠라 바쿠, 타다카 요시키, 수가 히로에.
1980년대, 일본 SF 장르내에서 시청각 부문도 계속해서 발전했다. 미야자키 하야오의 《바람계곡의 나우시카》와 오시이 마모루의 《우르세이 야츠라 2: 뷰티풀 드리머》가 개봉했다. TV에서는 리얼 로봇물의 시초인 《기동전사 건담》이 방영됐고, SF 아티스트 그룹 스튜디오 누에가 《초시공요새 마크로스》의 스텝으로 참여했다. 다이콘3와 다이콘4로 관심을 끈 애니메이터 안노 히데아키, 사다모토 요시유키, 아카이 타카미, 히구치 신지는 가이낙스 스튜디오를 열었다.

### 겨울 시대
1980년대 후반 들어 대중적 관심이 영상물로 쏠리면서 SF 문학 잡지들이 폐간되기 시작했다. 1992년에 이르면 다섯 개가 넘던 SF/판타지 관련 잡지가 하나로 줄어드는 상황에 처한다. 많은 작가들의 주요한 배출구였던 하야카와 SF 대회 역시 중단됐다. 결국 1985년 창간된 가도카와 스니커 문고와 1988년 창간된 후지미 판타지아 문고 등 라이트 노벨 레이블의 판타지물이 SF물을 대신해 장르문학을 이끌기 시작했다. 노지리 호스케, 야마모토 히로시, 카가미네 류지, 사사모토 유이치를 비롯한 다수의 SF, 스페이스 오페라 작가들이 주로 10대를 겨냥한 SF와 판타지 장르인 라이트 노벨을 썼다. SF 소설가들이 줄어들던 이 침체기를 "겨울의 시대(冬の時代)"라고 부른다. SF 메인스트림에서는 타나카 요시키의 은하 영웅 전설 시리즈가 출간됐다.
1990년대 들어 SF소설과 라이트 노벨 간의 경계가 흐릿해졌다. 모리오카 히로유키의 《성계 시리즈》가 라이트 노벨로 여겨지긴 하지만, 이 시리즈는 주류 SF의 일원으로서 하야카와 쇼보에서 출간됐다. 한편 사사모토나 노지리 같은 라이트 노벨 작가들 또한 하드 SF 소설을 냈다.
주류 문학에 대한 SF의 침투와 확산은 계속되어, 후에 노벨 문학상을 수상하는 오에 겐자부로는 1990~1991년 사이 두 편의 SF 소설을 썼다. 무라카미 하루키는 2006년 해변의 카프카로 세계 판타지 문학상을 받았고, 2009년 1Q84는 베스트셀러가 됐다.
동시기 영상 업계에서는 카네코 슈스케가 감독하고 히구치 신지가 시각 효과를 맡은 새로운 가메라 시리즈(1995, 1996, 1999)가 괴수 영화를 일신했다. 안노 히데아키가 감독한 TV 애니메이션 시리즈 《신세기 에반게리온》(1995~1996)은 놀라운 인기를 끌었다.
에반게리온의 센세이션 이후 나타난 세카이계는 겨울시대를 특징짓는 하위장르이다. 세카이계는 SF 장르 입장에서는 퇴행에 불과하단 평을 얻었으나, 2000년대 초반까지 오타쿠컬처 분야에서 높은 인기를 누렸다. 이 당시 SF와 라이트 노벨의 경계를 허물고 세카이계적 감성을 녹여낸 대표적인 작품으로 타니가와 나가루의 스즈미야 하루히 시리즈가 있으며, SF계에서도 좋은 평가를 받았다.

### 2000년대
2000년대 들어서 과학소설 시장이 회복세를 띠고 있다. 출판 시장의 전반적인 하락세에 비해, SF는 안정적인 판매량을 보이고 있다. 일본 SF작가 클럽과 토쿠마 쇼텐은 1999년부터 일본 SF 신진 작가 상을 개최했고, 2000년엔 토쿠마 쇼텐에서 계간지 일본 SF(2011년 폐간)를 발행했다. 하야카와는 2002년 새 레이블 J 컬렉션을 시작했다. 카도카와 하루키 그룹은 2000년 코마츠 사쿄 어워드(2009년 폐지)를 실시했다. 오모리 노조미와 쿠사카 산조가 편집하는 올해 최고의 선집 시리즈가 2008년부터 도쿄 쇼겐샤에서 나왔고, 이로부터 2010년 쇼겐 SF 단편상 컨테스트가 파생됐다.
코마츠 사쿄 어워드 최종 후보자이자 J 컬렉션으로 데뷔한 이토 케이카쿠는 2009년 암으로 죽기 전까지 짧지만 강렬한 커리어를 보였다. 주류 문학과 경계를 넘나드는 엔조 토는 아쿠타가와 상에 노미네이트되었고, 2012년 수상했다. 2010년 쇼겐 SF 단편상에서 심사위원 특별상을 받은 미야우치 유스케는 2012년 그의 데뷔작 모음집인 《반상의 밤》으로 나오키 상에 노미네이트 됐고 일본 SF 대상을 수상했다.
2007년 일본 요코하마에서 65회 세계 SF 컨벤션이 46회 일본 SF 대회와 공동 개최됐다.

### 2010년대
일본 출판계가 퇴조함에 따라 SF소설 시장 역시 하락세를 그리고 있다. 해외에서 일본SF에 대한 평가는 높은 편이지만, 일본내에서는 책이 팔리지 않는다. 또한 2014년, 일본 SF 대상을 후원하던 토쿠마 쇼텐이 스폰서에서 물러나고, 일본 SF 작가 클럽에서 내분이 일어나 10명 정도의 작가가 탈퇴하는 등 악재가 겹치며 위기감이 고조되고 있다.
영상매체 부문에서는 신카이 마코토 감독의 너의 이름은(2016), 날씨의 아이(2019)가 각각 연도별 최고의 수익을 올린 개봉작이 되었다. 안노 히데아키가 감독하고 히구치 신지가 특수효과를 맡은 신 고질라(2016)가 대성공했다.

## 하위장르

### 특촬물
- 괴수

### 메카물
- 거대로봇물
- 리얼 로봇
- 슈퍼 로봇

## 같이 보기

### 상
- 하야카와 상
- 일본 SF 대상
- 성운상

### 출판사
- 토쿠마 쇼텐
- 카도카와 쇼텐

### 스튜디오
- 가이낙스
- 스튜디오 지브리
- 스튜디오 누에
- 스튜디오 트리거
- 선라이즈 (회사)
- 토에이
- 토호

### 팬덤
- 일본 SF 대회 - SF 컨벤션
- 하드 SF 연구소 - 일본 최대 SF 팬클럽[15]

## 참고 자료
- Tatsumi, Takayuki (March 2000). “Generations and Controversies: An Overview of Japanese Science Fiction, 1957-1997”. 《Science Fiction Studies》 27 (1).
- Tatsumi, Takayuki (2005). 〈Chapter 21: Japanese and Asian Science Fiction〉.   Seed, David. 《A Companion to Science Fiction》. Wiley-Blackwell. ISBN 978-1-4051-1218-5.